# 弗朗西斯科·尼古拉斯·戈麦斯·伊格莱西亚斯
弗朗西斯科·尼古拉斯·戈麦斯·伊格莱西亚斯（西班牙語：Francisco Nicolás Gómez Iglesias，1994年4月18日—），是西班牙一位法律學生，被西班牙媒體冠以「小淘氣尼古拉斯」（El pequeño Nicolás）的綽號。他於2014年10月因偽造文書、欺詐、身份盜竊的罪名被捕而知名。這位年輕人曾滲透到西班牙政治和經濟的最高層圈子中，甚至曾冒充西班牙國家情報中心（CNI）成員，以及以嘉賓的身份參加國王費利佩六世的加冕典禮。